# Тараненко Корній Семенович
Корній Семенович Тараненко (1895, Кременчуцький повіт Полтавської губернії, тепер Полтавської області — розстріляний 13 листопада 1937) — український радянський діяч, діяч партії боротьбистів, економіст-практик, відповідальний секретар Полтавського окружного комітету КП(б)У. Кандидат у члени ЦК КП(б)У в листопаді 1927 — квітні 1929 р. Член ЦК КП(б)У в квітні 1929 — січні 1937 р. Член ВУЦВК.

## Біографія
Економіст за освітою.
З 1918 року — член новоствореної Української партії соціалістів-революціонерів-боротьбистів (комуністів), яка з серпня 1919 року набула назву Українська комуністична партія (боротьбистів), входив до складу керівних партійних органів. На Трудовому Конгресі 1918 року очолював боротьбистську фракцію.
У 1919—1920 роках, при вступі боротьбистів до уряду Християна Раковського, був спершу заступником голови, потім головою Вищої Ради народного господарства УСРР. У грудні 1919 — лютому 1920 року — член Всеукраїнського революційного комітету.
Член КП(б)У з 1920 року.
З 1923 року — ректор Інституту сільського господарства і лісівництва у місті Харкові. Одночасно перебував на відповідальній профспілковій роботі: голова Українського бюро Всеросійської спілки робітників землі і лісу, голова Всеукраїнської профспілки сільськогосподарських і лісових робітників.
У 1928—1930 роках — відповідальний секретар Полтавського окружного комітету КП(б)У.
У вересні 1930 — 4 травня 1932 року — заступник голови Державної планової комісії Української СРР. Потім перейшов на господарську роботу до Москви.
У 1937 році заарештований органами НКВС.

## Цитата зі сталінських списків[1]
- «ТАРАНЕНКО Корней Семенович 26.06.37 Украинская ССР, г.Киев                   Кат.1»
- «За Сталин, За Каганович, За Ворошилов»

Розстріляний 13 листопада 1937 року в Києві. Посмертно реабілітований.